# Eurhopalothrix seguensis
Eurhopalothrix seguensis är en myrart som beskrevs av Taylor 1990. Eurhopalothrix seguensis ingår i släktet Eurhopalothrix och familjen myror. Inga underarter finns listade i Catalogue of Life.